# Anisostachya armandii
Anisostachya armandii är en akantusväxtart som beskrevs av Raymond Benoist. Anisostachya armandii ingår i släktet Anisostachya och familjen akantusväxter. Inga underarter finns listade i Catalogue of Life.